# Klasa okręgowa (2022/2023)/Województwa łódzkie, małopolskie, mazowieckie i opolskie

## Województwo łódzkie

### Grupa Łódź

#### Drużyny
| Uczestnicy poprzedniej edycji                                                                                 | Uczestnicy poprzedniej edycji | Uczestnicy poprzedniej edycji | Uczestnicy poprzedniej edycji |
| --- | ----------------------------- | ----------------------------- | ----------------------------- |
| grupa Łódź |                               |                               |                               |
| KSA | GKS Ksawerów                  | 21                            |                               |
| ŁK3 | ŁKS III Łódź                  | 3                             |                               |
| POD | Ner Poddębice                 | 4                             |                               |
| PAB | Włókniarz Pabianice           | 5                             |                               |
| RZG | Zawisza Rzgów                 | 7                             |                               |
| IDO | Iskra Dobroń                  | 8                             |                               |
| USŁ | UKS SMS Łódź                  | 9                             |                               |
| VRĄ | Victoria Rąbień               | 10                            |                               |
| TER | Termy Uniejów                 | 11                            |                               |
| KAS | KAS Konstantynów Łódzki       | 12                            |                               |
| ZGI | Włókniarz Zgierz              | 13                            |                               |
| SO2 | Sokół II Aleksandrów Łódzki   | 14                            |                               |
| grupa Piotrków Trybunalski                                                                                    |                               |                               |                               |
| OPA | Orzeł Parzęczew               | 9                             |                               |
| Spadek z IV ligi 2021/2022                                                                                    |                               |                               |                               |
| grupa łódzka                                                                                                  |                               |                               |                               |
| STA | Stal Głowno                   | 16                            |                               |
| Awans z klasy A 2021/2022                                                                                     |                               |                               |                               |
| grupa Łódź I                                                                                                  |                               |                               |                               |
| NOŁ | Nowosolna Łódź                | 1                             |                               |
| grupa Łódź III                                                                                                |                               |                               |                               |
| SPĘ | Sazan Pęczniew                | 1                             |                               |
| Oznaczenia: - kolumna pierwsza – skróty nazw drużyn, - kolumna trzecia – miejsce zajęte w poprzednim sezonie. |                               |                               |                               |

Objaśnienia:
1. GKS Ksawerów miał wziąć udział a barażach o IV ligę, jednak ostatecznie z nich zrezygnował[1].

#### Tabela
| Lp. | Drużyna                         | M  | Z  | R | P  | Bramki | Bramki | Różn. | Pkt | Uwagi                                  | Bezpośrednio |
| --- | ------------------------------- | -- | -- | - | -- | ------ | ------ | ----- | --- | -------------------------------------- | ------------ |
| 1   | ŁKS III Łódź (M) (A)            | 30 | 25 | 2 | 3  | 132    | 36     | +96   | 77  | Awans do IV ligi                       |              |
| 2   | Stal Głowno                     | 30 | 22 | 5 | 3  | 85     | 26     | +59   | 71  |                                        |              |
| 3   | Orzeł Parzęczew                 | 30 | 19 | 5 | 6  | 89     | 41     | +48   | 62  |                                        |              |
| 4   | Ner Poddębice                   | 30 | 19 | 4 | 7  | 92     | 42     | +50   | 61  | POD – KSA 4:1 KSA – POD 2:1            |              |
| 5   | GKS Ksawerów                    | 30 | 18 | 7 | 5  | 82     | 42     | +40   | 61  | POD – KSA 4:1 KSA – POD 2:1            |              |
| 6   | Włókniarz Pabianice             | 30 | 17 | 6 | 7  | 79     | 36     | +43   | 57  |                                        |              |
| 7   | Zawisza Rzgów                   | 30 | 15 | 4 | 11 | 99     | 57     | +42   | 49  | Przeniesienie do grupy piotrkowskiej   |              |
| 8   | Włókniarz Zgierz                | 30 | 14 | 3 | 13 | 65     | 64     | +1    | 45  |                                        |              |
| 9   | Victoria Rąbień                 | 30 | 11 | 3 | 16 | 58     | 80     | −22   | 36  |                                        |              |
| 10  | Iskra Dobroń                    | 30 | 10 | 5 | 15 | 62     | 85     | −23   | 35  |                                        |              |
| 11  | Termy Uniejów                   | 30 | 10 | 4 | 16 | 45     | 66     | −21   | 34  |                                        |              |
| 12  | UKS SMS Łódź                    | 30 | 9  | 4 | 17 | 55     | 70     | −15   | 31  | Przeniesienie do grupy skierniewickiej |              |
| 13  | KAS Konstantynów Łódzki         | 30 | 5  | 9 | 16 | 35     | 86     | −51   | 24  |                                        |              |
| 14  | Sokół II Aleksandrów Łódzki (S) | 30 | 6  | 2 | 22 | 43     | 99     | −56   | 20  | Spadek do klasy A                      |              |
| 15  | Sazan Pęczniew (S)              | 30 | 4  | 1 | 25 | 51     | 132    | −81   | 13  | Spadek do klasy A                      |              |
| 16  | Nowosolna Łódź (S)              | 30 | 3  | 2 | 25 | 37     | 147    | −110  | 11  | Spadek do klasy A                      |              |

### Grupa Piotrków Trybunalski

#### Drużyny
| Uczestnicy poprzedniej edycji                                                                                 | Uczestnicy poprzedniej edycji  | Uczestnicy poprzedniej edycji | Uczestnicy poprzedniej edycji |
| --- | ------------------------------ | ----------------------------- | ----------------------------- |
| grupa Piotrków Trybunalski                                                                                    |                                |                               |                               |
| PIL | Pilica Przedbórz               | 4                             |                               |
| SZW | Szczerbiec Wolbórz             | 5                             |                               |
| MOS | Włókniarz Moszczenica          | 6                             |                               |
| GER | Gerlach Drzewica               | 7                             |                               |
| SLW | Start Lgota Wielka             | 8                             |                               |
| OM2 | Omega II Kleszczów             | 10                            |                               |
| POG | Polonia Gorzędów               | 11                            |                               |
| ASZ | Astoria Szczerców              | 12                            |                               |
| IKS | IKS Inowłódz                   | 13                            |                               |
| CON | Concordia Piotrków Trybunalski | 141                           |                               |
| grupa Łódź |                                |                               |                               |
| LRÓ | LKS Różyca                     | 6                             |                               |
| Spadek z IV ligi 2021/2022                                                                                    |                                |                               |                               |
| grupa łódzka                                                                                                  |                                |                               |                               |
| AWG | Andrespolia Wiśniowa Góra      | 15                            |                               |
| Awans z klasy A 2021/2022                                                                                     |                                |                               |                               |
| grupa Łódź II                                                                                                 |                                |                               |                               |
| KOL | KKS Koluszki                   | 1                             |                               |
| LZJ | LZS Justynów                   | 2                             |                               |
| grupa Piotrków Trybunalski I                                                                                  |                                |                               |                               |
| KŻA | Kasztelan Żarnów               | 1                             |                               |
| grupa Piotrków Trybunalski II                                                                                 |                                |                               |                               |
| VIŻ | Victoria Żytno                 | 1                             |                               |
| Oznaczenia: - kolumna pierwsza – skróty nazw drużyn, - kolumna trzecia – miejsce zajęte w poprzednim sezonie. |                                |                               |                               |

Objaśnienia:
1. GKS II Bełchatów wycofał się po zakończeniu poprzedniego sezonu, w związku z czym utrzymała się Concordia Piotrków Trybunalski.
2. LZS Justynów wygrał baraże o awans do klasy okręgowej z LKS-em Białaczów[2].

#### Tabela
| Lp. | Drużyna                        | M  | Z  | R  | P  | Bramki | Bramki | Różn. | Pkt | Uwagi                                                           | Bezpośrednio |
| --- | ------------------------------ | -- | -- | -- | -- | ------ | ------ | ----- | --- | --------------------------------------------------------------- | ------------ |
| 1   | Szczerbiec Wolbórz (M) (A)     | 30 | 21 | 7  | 2  | 77     | 31     | +46   | 70  | Awans do IV ligi                                                |              |
| 2   | Polonia Gorzędów               | 30 | 17 | 7  | 6  | 63     | 29     | +34   | 58  |                                                                 |              |
| 3   | Gerlach Drzewica               | 30 | 18 | 2  | 10 | 81     | 40     | +41   | 56  |                                                                 |              |
| 4   | KKS Koluszki                   | 30 | 16 | 5  | 9  | 67     | 59     | +8    | 53  | LZJ: 12 pkt, różn. +6 PIL: 3 pkt, różn. -1 FRA: 3 pkt, różn. -5 |              |
| 5   | Pilica Przedbórz               | 30 | 15 | 8  | 7  | 77     | 43     | +34   | 53  | LZJ: 12 pkt, różn. +6 PIL: 3 pkt, różn. -1 FRA: 3 pkt, różn. -5 |              |
| 6   | LZS Justynów                   | 30 | 16 | 5  | 9  | 80     | 54     | +26   | 53  | LZJ: 12 pkt, różn. +6 PIL: 3 pkt, różn. -1 FRA: 3 pkt, różn. -5 |              |
| 7   | Włókniarz Moszczenica          | 30 | 14 | 4  | 12 | 56     | 62     | −6    | 46  |                                                                 |              |
| 8   | Victoria Żytno                 | 30 | 13 | 4  | 13 | 70     | 62     | +8    | 43  | VIŻ – KŻA 3:3 KŻA – VIŻ 0:2                                     |              |
| 9   | Kasztelan Żarnów               | 30 | 11 | 10 | 9  | 59     | 51     | +8    | 43  | VIŻ – KŻA 3:3 KŻA – VIŻ 0:2                                     |              |
| 10  | Concordia Piotrków Trybunalski | 30 | 12 | 3  | 15 | 39     | 56     | −17   | 39  |                                                                 |              |
| 11  | LKS Różyca                     | 30 | 11 | 4  | 15 | 55     | 65     | −10   | 37  | Przeniesienie do grupy łódzkiej                                 |              |
| 12  | Start Lgota Wielka             | 30 | 10 | 6  | 14 | 36     | 60     | −24   | 36  |                                                                 |              |
| 13  | Omega II Kleszczów             | 30 | 9  | 6  | 15 | 59     | 61     | −2    | 33  |                                                                 |              |
| 14  | Andrespolia Wiśniowa Góra (S)  | 30 | 9  | 5  | 16 | 53     | 38     | +15   | 32  | Spadek do klasy A                                               |              |
| 15  | Astoria Szczerców (S)          | 30 | 5  | 4  | 21 | 31     | 75     | −44   | 19  | Spadek do klasy A                                               |              |
| 16  | IKS Inowłódz (S)               | 30 | 2  | 2  | 26 | 30     | 130    | −100  | 8   | Spadek do klasy A                                               |              |

### Grupa Sieradz

#### Drużyny
| Uczestnicy poprzedniej edycji                                                                                 | Uczestnicy poprzedniej edycji | Uczestnicy poprzedniej edycji | Uczestnicy poprzedniej edycji |
| --- | ----------------------------- | ----------------------------- | ----------------------------- |
| SD2 | Warta II Sieradz              | 21                            |                               |
| WDZ | Warta Działoszyn              | 3                             |                               |
| BŁA | Piast Błaszki                 | 4                             |                               |
| ZŁO | Złoczevia Złoczew             | 5                             |                               |
| MLKS | MLKS Konopnica                | 6                             |                               |
| RZĄ | Czarni Rząśnia                | 7                             |                               |
| SŁO | Słowian Dworszowice           | 8                             |                               |
| TSJ | TS Janiszewice                | 9                             |                               |
| WAR | Jutrzenka Warta               | 10                            |                               |
| TĘB | Tęcza Brodnia                 | 11                            |                               |
| KKA | KS Karsznice                  | 12                            |                               |
| HER | Hetman Rusiec                 | 13                            |                               |
| LZS | LZS Brąszewice                | 14                            |                               |
| Spadek z IV ligi 2021/2022                                                                                    |                               |                               |                               |
| grupa łódzka                                                                                                  |                               |                               |                               |
| PRW | Prosna Wieruszów              | 18                            |                               |
| Awans z klasy A 2021/2022                                                                                     |                               |                               |                               |
| grupa Sieradz I                                                                                               |                               |                               |                               |
| GGO | GKS Goszczanów                | 1                             |                               |
| grupa Sieradz II                                                                                              |                               |                               |                               |
| WOS | Warta Osjaków                 | 1                             |                               |
| Oznaczenia: - kolumna pierwsza – skróty nazw drużyn, - kolumna trzecia – miejsce zajęte w poprzednim sezonie. |                               |                               |                               |

Objaśnienia:
1. Warta II Sieradz miała wziąć udział w barażach o awans do IV ligi, jednak ostatecznie z nich zrezygnowała[1].

#### Tabela
| Lp. | Drużyna                 | M  | Z  | R | P  | Bramki | Bramki | Różn. | Pkt | Uwagi                         | Bezpośrednio                |
| --- | ----------------------- | -- | -- | - | -- | ------ | ------ | ----- | --- | ----------------------------- | --------------------------- |
| 1   | Warta II Sieradz1 (M)   | 30 | 21 | 4 | 5  | 114    | 37     | +77   | 67  |                               | SD2 – WDZ 2:2 WDZ – SD2 0:3 |
| 2   | Warta Działoszyn1 (A)   | 30 | 21 | 4 | 5  | 95     | 28     | +67   | 67  | Awans do IV ligi              | SD2 – WDZ 2:2 WDZ – SD2 0:3 |
| 3   | Złoczevia Złoczew       | 30 | 21 | 3 | 6  | 90     | 25     | +65   | 66  |                               |                             |
| 4   | Piast Błaszki           | 30 | 16 | 7 | 7  | 83     | 70     | +13   | 55  |                               |                             |
| 5   | TS Janiszewice          | 30 | 17 | 3 | 10 | 66     | 52     | +14   | 54  |                               |                             |
| 6   | Jutrzenka Warta         | 30 | 16 | 5 | 9  | 88     | 54     | +34   | 53  |                               |                             |
| 7   | Tęcza Brodnia           | 30 | 15 | 5 | 10 | 81     | 62     | +19   | 50  | TĘB – RZĄ 5:0 RZĄ – TĘB 3:4   |                             |
| 8   | Czarni Rząśnia          | 30 | 16 | 2 | 12 | 69     | 52     | +17   | 50  | TĘB – RZĄ 5:0 RZĄ – TĘB 3:4   |                             |
| 9   | Prosna Wieruszów        | 30 | 11 | 4 | 15 | 52     | 67     | −15   | 37  | PRW – MLKS 3:4 MLKS – PRW 0:1 |                             |
| 10  | MLKS Konopnica          | 30 | 11 | 4 | 15 | 55     | 79     | −24   | 37  | PRW – MLKS 3:4 MLKS – PRW 0:1 |                             |
| 11  | LZS Brąszewice          | 30 | 10 | 6 | 14 | 62     | 63     | −1    | 36  |                               |                             |
| 12  | KS Karsznice            | 30 | 10 | 5 | 15 | 49     | 69     | −20   | 35  |                               |                             |
| 13  | GKS Goszczanów          | 30 | 8  | 2 | 20 | 48     | 92     | −44   | 26  | GGO – WOS 3:0 WOS – GGO 3:2   |                             |
| 14  | Warta Osjaków (S)       | 30 | 7  | 5 | 18 | 47     | 94     | −47   | 26  | GGO – WOS 3:0 WOS – GGO 3:2   | Spadek do klasy A           |
| 15  | Słowian Dworszowice (S) | 30 | 6  | 1 | 23 | 44     | 118    | −74   | 19  |                               | Spadek do klasy A           |
| 16  | Hetman Rusiec (S)       | 30 | 3  | 2 | 25 | 35     | 116    | −81   | 11  |                               | Spadek do klasy A           |

### Grupa Skierniewice

#### Drużyny
| Uczestnicy poprzedniej edycji                                                                                 | Uczestnicy poprzedniej edycji | Uczestnicy poprzedniej edycji | Uczestnicy poprzedniej edycji |
| --- | ----------------------------- | ----------------------------- | ----------------------------- |
| WSK | Widok Skierniewice            | 21                            |                               |
| BRZ | Start Brzeziny                | 3                             |                               |
| OCH | Olimpia Chąśno                | 4                             |                               |
| PE2 | Pelikan II Łowicz             | 5                             |                               |
| OJE | Olimpia Jeżów                 | 6                             |                               |
| MNK | Manchatan Nowy Kawęczyn       | 7                             |                               |
| MRM | Mazovia Rawa Mazowiecka       | 8                             |                               |
| BED | GKS Bedlno                    | 9                             |                               |
| GLKS | GLKS Wołucza                  | 10                            |                               |
| NDŹ | Olimpia Niedźwiada            | 11                            |                               |
| JVE | Juvenia Wysokienice           | 12                            |                               |
| KWE | Korona Wejsce                 | 13                            |                               |
| ST2 | Unia II Skierniewice          | 14                            |                               |
| Spadek z IV ligi 2021/2022                                                                                    |                               |                               |                               |
| grupa łódzka                                                                                                  |                               |                               |                               |
| ONI | Orzeł Nieborów                | 17                            |                               |
| Awans z klasy A 2021/2022                                                                                     |                               |                               |                               |
| grupa Łódź IV                                                                                                 |                               |                               |                               |
| KU2 | KS II Kutno                   | 1                             |                               |
| grupa Skierniewice                                                                                            |                               |                               |                               |
| MMA | Macovia Maków                 | 1                             |                               |
| Oznaczenia: - kolumna pierwsza – skróty nazw drużyn, - kolumna trzecia – miejsce zajęte w poprzednim sezonie. |                               |                               |                               |

Objaśnienia:
1. Widok Skierniewice przegrał baraże o awans do IV ligi z Ceramiką Opoczno.

#### Tabela
| Lp. | Drużyna                 | M  | Z  | R | P  | Bramki | Bramki | Różn. | Pkt | Uwagi                       | Bezpośrednio |
| --- | ----------------------- | -- | -- | - | -- | ------ | ------ | ----- | --- | --------------------------- | ------------ |
| 1   | Start Brzeziny (M) (A)  | 30 | 28 | 1 | 1  | 149    | 19     | +130  | 85  | Awans do IV ligi            |              |
| 2   | Orzeł Nieborów          | 30 | 24 | 3 | 3  | 111    | 33     | +78   | 75  |                             |              |
| 3   | Mazovia Rawa Mazowiecka | 30 | 17 | 2 | 11 | 75     | 47     | +28   | 53  |                             |              |
| 4   | Olimpia Chąśno          | 30 | 16 | 4 | 10 | 60     | 54     | +6    | 52  |                             |              |
| 5   | Unia II Skierniewice    | 30 | 15 | 6 | 9  | 74     | 56     | +18   | 51  |                             |              |
| 6   | Widok Skierniewice      | 30 | 16 | 0 | 14 | 87     | 59     | +28   | 48  | WSK – BED 3:1 BED – WSK 0:3 |              |
| 7   | GKS Bedlno              | 30 | 15 | 3 | 12 | 106    | 65     | +41   | 48  | WSK – BED 3:1 BED – WSK 0:3 |              |
| 8   | Manchatan Nowy Kawęczyn | 30 | 13 | 4 | 13 | 63     | 76     | −13   | 43  |                             |              |
| 9   | KS II Kutno             | 30 | 12 | 5 | 13 | 77     | 72     | +5    | 41  |                             |              |
| 10  | Juvenia Wysokienice     | 30 | 11 | 3 | 16 | 63     | 98     | −35   | 36  | JVE – PE2 5:1 PE2 – JVE 5:2 |              |
| 11  | Pelikan II Łowicz       | 30 | 12 | 0 | 18 | 65     | 73     | −8    | 36  | JVE – PE2 5:1 PE2 – JVE 5:2 |              |
| 12  | GLKS Wołucza            | 30 | 9  | 5 | 16 | 39     | 94     | −55   | 32  |                             |              |
| 13  | Olimpia Niedźwiada      | 30 | 8  | 2 | 20 | 44     | 82     | −38   | 26  |                             |              |
| 14  | Korona Wejsce (S)       | 30 | 7  | 4 | 19 | 47     | 101    | −54   | 25  | Spadek do klasy A           |              |
| 15  | Macovia Maków (S)       | 30 | 7  | 3 | 20 | 51     | 137    | −86   | 24  | Spadek do klasy A           |              |
| 16  | Olimpia Jeżów (S)       | 30 | 5  | 5 | 20 | 35     | 80     | −45   | 20  | Spadek do klasy A           |              |

## Województwo małopolskie

### Grupa Kraków I

#### Drużyny
| Uczestnicy poprzedniej edycji                                                                                 | Uczestnicy poprzedniej edycji | Uczestnicy poprzedniej edycji | Uczestnicy poprzedniej edycji |
| --- | ----------------------------- | ----------------------------- | ----------------------------- |
| grupa Kraków I                                                                                                |                               |                               |                               |
| OKU | KS Olkusz                     | 3                             |                               |
| PIL | Piliczanka Pilica             | 4                             |                               |
| PRK | Przemsza Klucze               | 5                             |                               |
| PRZ | Przebój Wolbrom               | 6                             |                               |
| PRO | Proszowianka Proszowice       | 7                             |                               |
| ZZI | Zieleńczanka Zielonki         | 8                             |                               |
| BOL | Bolesław Bukowno              | 9                             |                               |
| OŁB | Orzeł Bębło                   | 11                            |                               |
| PRP | Promień Przeginia             | 12                            |                               |
| grupa Kraków II                                                                                               |                               |                               |                               |
| ŚKR | Świt Krzeszowice              | 11                            |                               |
| Awans z klasy A 2021/2022                                                                                     |                               |                               |                               |
| grupa Kraków I                                                                                                |                               |                               |                               |
| LSK | LKS Skała 2004                | 2                             |                               |
| grupa Olkusz                                                                                                  |                               |                               |                               |
| LBY | Legion Bydlin                 | 1                             |                               |
| SUŁ | Prądnik Sułoszowa             | 31                            |                               |
| Oznaczenia: - kolumna pierwsza – skróty nazw drużyn, - kolumna trzecia – miejsce zajęte w poprzednim sezonie. |                               |                               |                               |

Objaśnienia:
1. Wicemistrz olkuskiej grupy klasy A, Pilica Wierbka zrezygnował z awansu do klasy okręgowej, w związku z czym awansował Prądnik Sułoszowa[4].

#### Tabela
| Lp. | Drużyna                 | M  | Z  | R | P  | Bramki | Bramki | Różn. | Pkt | Uwagi                       | Bezpośrednio |
| --- | ----------------------- | -- | -- | - | -- | ------ | ------ | ----- | --- | --------------------------- | ------------ |
| 1   | KS Olkusz (M) (A)       | 24 | 18 | 2 | 4  | 86     | 22     | +64   | 56  | Awans do V ligi             |              |
| 2   | Przebój Wolbrom (B)     | 24 | 17 | 3 | 4  | 55     | 14     | +41   | 54  | Baraże o awans do V ligi    |              |
| 3   | Proszowianka Proszowice | 24 | 17 | 1 | 6  | 63     | 18     | +45   | 52  |                             |              |
| 4   | Piliczanka Pilica       | 24 | 15 | 6 | 3  | 62     | 17     | +45   | 51  |                             |              |
| 5   | Świt Krzeszowice        | 24 | 13 | 6 | 5  | 54     | 32     | +22   | 45  | ŚKR – LBY 2:0 LBY – ŚKR 3:3 |              |
| 6   | Legion Bydlin           | 24 | 14 | 3 | 7  | 51     | 38     | +13   | 45  | ŚKR – LBY 2:0 LBY – ŚKR 3:3 |              |
| 7   | Przemsza Klucze         | 24 | 12 | 2 | 10 | 48     | 45     | +3    | 38  |                             |              |
| 8   | Zieleńczanka Zielonki   | 24 | 9  | 4 | 11 | 43     | 49     | −6    | 31  |                             |              |
| 9   | Promień Przeginia       | 24 | 6  | 3 | 15 | 46     | 64     | −18   | 21  |                             |              |
| 10  | LKS Skała 2004          | 24 | 5  | 3 | 16 | 30     | 70     | −40   | 18  |                             |              |
| 11  | Bolesław Bukowno        | 24 | 2  | 7 | 15 | 25     | 60     | −35   | 13  |                             |              |
| 12  | Orzeł Bębło             | 24 | 2  | 5 | 17 | 17     | 70     | −53   | 11  |                             |              |
| 13  | Prądnik Sułoszowa (S)   | 24 | 2  | 3 | 19 | 19     | 100    | −81   | 9   | Spadek do klasy A           |              |

### Grupa Kraków II

#### Drużyny
| Uczestnicy poprzedniej edycji                                                                                 | Uczestnicy poprzedniej edycji | Uczestnicy poprzedniej edycji | Uczestnicy poprzedniej edycji |
| --- | ----------------------------- | ----------------------------- | ----------------------------- |
| KMZ | Kmita Zabierzów               | 3                             |                               |
| PKR | Prądniczanka Kraków           | 4                             |                               |
| OPW | Orzeł Piaski Wielkie          | 5                             |                               |
| PRO | Kolejarz Prokocim             | 6                             |                               |
| GĘK | Grębałowianka Kraków          | 7                             |                               |
| KAS | Kaszowianka Kaszów            | 8                             |                               |
| SKS | Skawinka Skawina              | 9                             |                               |
| PSK | Pogoń Skotniki                | 10                            |                               |
| BKA | Bronowianka Kraków            | 12                            |                               |
| Awans z klasy A 2021/2022                                                                                     |                               |                               |                               |
| grupa Kraków I                                                                                                |                               |                               |                               |
| PDO | Partyzant Dojazdów            | 1                             |                               |
| grupa Kraków II                                                                                               |                               |                               |                               |
| PWO | Piast Wołowice                | 1                             |                               |
| CWR | Cedronka Wola Radziszowska    | 2                             |                               |
| grupa Kraków III                                                                                              |                               |                               |                               |
| WI2 | Wieczysta II Kraków           | 1                             |                               |
| KAB | Kabel Kraków                  | 2                             |                               |
| Oznaczenia: - kolumna pierwsza – skróty nazw drużyn, - kolumna trzecia – miejsce zajęte w poprzednim sezonie. |                               |                               |                               |

#### Tabela
| Lp. | Drużyna                        | M  | Z  | R | P  | Bramki | Bramki | Różn. | Pkt | Uwagi                                | Bezpośrednio |
| --- | ------------------------------ | -- | -- | - | -- | ------ | ------ | ----- | --- | ------------------------------------ | ------------ |
| 1   | Wieczysta II Kraków (M) (A)    | 26 | 24 | 1 | 1  | 118    | 29     | +89   | 73  | Awans do V ligi                      |              |
| 2   | Orzeł Piaski Wielkie (B)       | 26 | 21 | 2 | 3  | 90     | 23     | +67   | 65  | Baraże o awans do V ligi             |              |
| 3   | Prądniczanka Kraków            | 26 | 19 | 2 | 5  | 105    | 28     | +77   | 59  |                                      |              |
| 4   | Kmita Zabierzów                | 26 | 17 | 3 | 6  | 67     | 31     | +36   | 54  |                                      |              |
| 5   | Kaszowianka Kaszów             | 26 | 13 | 5 | 8  | 55     | 37     | +18   | 44  |                                      |              |
| 6   | Partyzant Dojazdów             | 26 | 10 | 5 | 11 | 55     | 44     | +11   | 35  | PDO – PSK 3:1 PSK – PDO 1:1          |              |
| 7   | Pogoń Skotniki                 | 26 | 10 | 5 | 11 | 50     | 52     | −2    | 35  | PDO – PSK 3:1 PSK – PDO 1:1          |              |
| 8   | Kabel Kraków                   | 26 | 8  | 6 | 12 | 33     | 45     | −12   | 30  |                                      |              |
| 9   | Bronowianka Kraków             | 26 | 8  | 4 | 14 | 35     | 57     | −22   | 28  |                                      |              |
| 10  | Kolejarz Prokocim              | 26 | 7  | 6 | 13 | 39     | 63     | −24   | 27  |                                      |              |
| 11  | Skawinka Skawina               | 26 | 8  | 2 | 16 | 33     | 70     | −37   | 26  |                                      |              |
| 12  | Grębałowianka Kraków           | 26 | 7  | 4 | 15 | 36     | 59     | −23   | 25  |                                      |              |
| 13  | Piast Wołowice1                | 26 | 4  | 5 | 17 | 38     | 85     | −47   | 17  | Przeniesienie do grupy krakowskiej I |              |
| 14  | Cedronka Wola Radziszowska (S) | 26 | 0  | 2 | 24 | 15     | 146    | −131  | 2   | Spadek do klasy A                    |              |

### Grupa Kraków III

#### Drużyny
| Uczestnicy poprzedniej edycji                                                                                 | Uczestnicy poprzedniej edycji | Uczestnicy poprzedniej edycji | Uczestnicy poprzedniej edycji |
| --- | ----------------------------- | ----------------------------- | ----------------------------- |
| WĘG | Węgrzcanka Węgrzce Wielkie    | 3                             |                               |
| OMY | Orzeł Myślenice               | 4                             |                               |
| JOR | Jordan Sum Zakliczyn          | 5                             |                               |
| RAB | Raba Dobczyce                 | 6                             |                               |
| ŚLE | LKS Śledziejowice             | 7                             |                               |
| NNB | Nadwiślanka Nowe Brzesko      | 81                            |                               |
| PN2 | Puszcza II Niepołomice        | 9                             |                               |
| WRW | Wróblowianka Wróblowice       | 10                            |                               |
| TRZ | Tempo Rzeszotary              | 11                            |                               |
| GÓR | Górnik Wieliczka              | 12                            |                               |
| Awans z klasy A 2021/2022                                                                                     |                               |                               |                               |
| grupa Myślenice                                                                                               |                               |                               |                               |
| ZIW | Zielonka Wrząsowice           | 1                             |                               |
| POC | Pasternik Ochojno             | 2                             |                               |
| grupa Wieliczka                                                                                               |                               |                               |                               |
| BBO | Błękitni Bodzanów             | 1                             |                               |
| ZSZ | Zryw Szarów                   | 2                             |                               |
| Oznaczenia: - kolumna pierwsza – skróty nazw drużyn, - kolumna trzecia – miejsce zajęte w poprzednim sezonie. |                               |                               |                               |

Objaśnienia:
1. Nadwiślanka Nowe Brzesko wycofała się po 10. kolejce.

#### Tabela
| Lp. | Drużyna                            | M  | Z  | R | P  | Bramki | Bramki | Różn. | Pkt | Uwagi                       | Bezpośrednio |
| --- | ---------------------------------- | -- | -- | - | -- | ------ | ------ | ----- | --- | --------------------------- | ------------ |
| 1   | Węgrzcanka Węgrzce Wielkie (M) (A) | 24 | 20 | 3 | 1  | 94     | 28     | +66   | 63  | Awans do V ligi             |              |
| 2   | Górnik Wieliczka (B)               | 24 | 17 | 1 | 6  | 73     | 31     | +42   | 52  | Baraże o awans do V ligi    |              |
| 3   | Puszcza II Niepołomice2            | 24 | 16 | 3 | 5  | 68     | 45     | +23   | 51  | Drużyna wycofana            |              |
| 4   | Orzeł Myślenice                    | 24 | 15 | 2 | 7  | 56     | 36     | +20   | 47  |                             |              |
| 5   | Tempo Rzeszotary                   | 24 | 11 | 4 | 9  | 57     | 63     | −6    | 37  |                             |              |
| 6   | Raba Dobczyce                      | 24 | 10 | 5 | 9  | 59     | 55     | +4    | 35  |                             |              |
| 7   | Wróblowianka Wróblowice            | 24 | 9  | 3 | 12 | 41     | 55     | −14   | 30  |                             |              |
| 8   | Błękitni Bodzanów                  | 24 | 7  | 5 | 12 | 41     | 50     | −9    | 26  |                             |              |
| 9   | Pasternik Ochojno                  | 24 | 6  | 6 | 12 | 30     | 60     | −30   | 24  |                             |              |
| 10  | Jordan Sum Zakliczyn               | 24 | 6  | 5 | 13 | 48     | 61     | −13   | 23  | JOR – ZSZ 3:1 ZSZ – JOR 2:2 |              |
| 11  | Zryw Szarów                        | 24 | 5  | 8 | 11 | 39     | 60     | −21   | 23  | JOR – ZSZ 3:1 ZSZ – JOR 2:2 |              |
| 12  | LKS Śledziejowice                  | 24 | 6  | 4 | 14 | 53     | 56     | −3    | 22  |                             |              |
| 13  | Zielonka Wrząsowice3               | 14 | 3  | 1 | 10 | 25     | 84     | −59   | 10  |                             |              |
| -   | Nadwiślanka Nowe Brzesko1          | 0  | 0  | 0 | 0  | 0      | 0      | 0     | 0   | Drużyna wycofana            |              |

### Grupa Nowy Sącz I

#### Drużyny
| Uczestnicy poprzedniej edycji                                                                                 | Uczestnicy poprzedniej edycji | Uczestnicy poprzedniej edycji | Uczestnicy poprzedniej edycji |
| --- | ----------------------------- | ----------------------------- | ----------------------------- |
| BIE | Biegoniczanka Nowy Sącz       | 3                             |                               |
| GPO | Gród Podegrodzie              | 4                             |                               |
| ŁŁD | Łosoś Łososina Dolna          | 5                             |                               |
| RYT | Poprad Rytro                  | 6                             |                               |
| LZA | LKS Zagórzany                 | 8                             |                               |
| KBI | KS Biecz                      | 10                            |                               |
| STS | Sokół Stary Sącz              | 11                            |                               |
| ZŁĄ | Zyndram Łącko                 | 12                            |                               |
| KOB | LKS Kobylanka                 | 13                            |                               |
| HTĘ | Hart Tęgoborze                | 14                            |                               |
| HEL | Helena Nowy Sącz              | 15                            |                               |
| Spadek z IV ligi 2021/2022                                                                                    |                               |                               |                               |
| grupa małopolska (wschód)                                                                                     |                               |                               |                               |
| SKW | Skalnik Kamionka Wielka       | 141                           |                               |
| Awans z klasy A 2021/2022                                                                                     |                               |                               |                               |
| grupa Nowy Sącz                                                                                               |                               |                               |                               |
| ULKS | ULKS Korzenna                 | 1                             |                               |
| APA | Amator Paszyn                 | 2                             |                               |
| grupa Nowy Sącz-Gorlice                                                                                       |                               |                               |                               |
| BBR | Biała Brunary                 | 14                            |                               |
| Oznaczenia: - kolumna pierwsza – skróty nazw drużyn, - kolumna trzecia – miejsce zajęte w poprzednim sezonie. |                               |                               |                               |

| Uczestnicy dołączeni do ligi | Uczestnicy dołączeni do ligi |
| ---------------------------- | ---------------------------- |
| Sandecja II Nowy Sącz        | -3                           |

Objaśnienia:
1. Skalnik Kamionka Wielka zrezygnował z gry w V lidze i przystąpił do rozgrywek klasy okręgowej.
2. Amator Paszyn wygrał baraże o awans do klasy okręgowej z KS-em Bobową[8].
3. Sandecja II Nowy Sącz została dokooptowana do rozgrywek[9].
4. Biała Brunary wycofała się z rozgrywek po 20. kolejce.

#### Tabela
| Lp. | Drużyna                   | M  | Z  | R | P  | Bramki | Bramki | Różn. | Pkt | Uwagi                         | Bezpośrednio |
| --- | ------------------------- | -- | -- | - | -- | ------ | ------ | ----- | --- | ----------------------------- | ------------ |
| 1   | KS Biecz (M) (A)          | 30 | 25 | 4 | 1  | 111    | 23     | +88   | 79  | Awans do V ligi               |              |
| 2   | Sandecja II Nowy Sącz (B) | 30 | 20 | 4 | 6  | 95     | 29     | +66   | 64  | Baraże o awans do V ligi      |              |
| 3   | LKS Zagórzany             | 30 | 18 | 5 | 7  | 76     | 41     | +35   | 59  |                               |              |
| 4   | Sokół Stary Sącz          | 30 | 15 | 5 | 10 | 76     | 54     | +22   | 50  | STS – ULKS 3:1 ULKS – STS 1:1 |              |
| 5   | ULKS Korzenna             | 30 | 15 | 5 | 10 | 58     | 53     | +5    | 50  | STS – ULKS 3:1 ULKS – STS 1:1 |              |
| 6   | Gród Podegrodzie          | 30 | 15 | 4 | 11 | 89     | 59     | +30   | 49  |                               |              |
| 7   | Hart Tęgoborze            | 30 | 13 | 4 | 13 | 39     | 43     | −4    | 43  |                               |              |
| 8   | Poprad Rytro              | 30 | 12 | 5 | 13 | 65     | 61     | +4    | 41  |                               |              |
| 9   | Łosoś Łososina Dolna      | 30 | 12 | 3 | 15 | 45     | 53     | −8    | 39  | ŁŁD – SKW 2:1 SKW – ŁŁD 1:2   |              |
| 10  | Skalnik Kamionka Wielka   | 30 | 11 | 6 | 13 | 48     | 46     | +2    | 39  | ŁŁD – SKW 2:1 SKW – ŁŁD 1:2   |              |
| 11  | Biegoniczanka Nowy Sącz   | 30 | 11 | 5 | 14 | 53     | 56     | −3    | 38  |                               |              |
| 12  | Zyndram Łącko             | 30 | 12 | 1 | 17 | 45     | 60     | −15   | 37  |                               |              |
| 13  | LKS Kobylanka             | 30 | 9  | 8 | 13 | 37     | 50     | −13   | 35  |                               |              |
| 14  | Amator Paszyn             | 30 | 10 | 4 | 16 | 46     | 80     | −34   | 34  |                               |              |
| 15  | Helena Nowy Sącz (S)      | 30 | 8  | 2 | 20 | 39     | 76     | −37   | 26  | Spadek do klasy A             |              |
| 16  | Biała Brunary1            | 30 | 1  | 1 | 28 | 13     | 151    | −138  | 4   | Drużyna wycofana              |              |

### Grupa Nowy Sącz II

#### Drużyny
| Uczestnicy poprzedniej edycji                                                                                 | Uczestnicy poprzedniej edycji | Uczestnicy poprzedniej edycji | Uczestnicy poprzedniej edycji |
| --- | ----------------------------- | ----------------------------- | ----------------------------- |
| PLI | Płomień Limanowa              | 3                             |                               |
| WAK | Huragan Waksmund              | 4                             |                               |
| TMD | Turbacz Mszana Dolna          | 5                             |                               |
| BGL | Babia Góra Lipnica Wielka     | 6                             |                               |
| ZBT | Zawrat Bukowina Tatrzańska    | 7                             |                               |
| WIL | Wiatr Ludźmierz               | 8                             |                               |
| KPR | Krokus Przyszowa              | 9                             |                               |
| SZA | LKS Szaflary                  | 10                            |                               |
| AKU | AKS Ujanowice                 | 11                            |                               |
| WPA | Wierchy Pasierbiec            | 12                            |                               |
| Awans z klasy A 2021/2022                                                                                     |                               |                               |                               |
| grupa Limanowa                                                                                                |                               |                               |                               |
| SŁS | Słomka Siekierczyna           | 1                             |                               |
| GOR | Gorce Kamienica               | 2                             |                               |
| grupa Podhale                                                                                                 |                               |                               |                               |
| ORW | Orkan Raba Wyżna              | 1                             |                               |
| JJO | Jordan Jordanów               | 2                             |                               |
| Oznaczenia: - kolumna pierwsza – skróty nazw drużyn, - kolumna trzecia – miejsce zajęte w poprzednim sezonie. |                               |                               |                               |

#### Tabela
| Lp. | Drużyna                    | M  | Z  | R | P  | Bramki | Bramki | Różn. | Pkt | Uwagi                                                          | Bezpośrednio |
| --- | -------------------------- | -- | -- | - | -- | ------ | ------ | ----- | --- | -------------------------------------------------------------- | ------------ |
| 1   | LKS Szaflary (M) (A)       | 26 | 18 | 2 | 6  | 73     | 41     | +32   | 56  | Awans do V ligi                                                |              |
| 2   | Orkan Raba Wyżna (B)       | 26 | 16 | 4 | 6  | 93     | 52     | +41   | 52  | Baraże o awans do V ligi                                       |              |
| 3   | Wiatr Ludźmierz            | 26 | 16 | 2 | 8  | 68     | 44     | +24   | 50  |                                                                |              |
| 4   | Huragan Waksmund           | 27 | 13 | 9 | 5  | 74     | 46     | +28   | 48  |                                                                |              |
| 5   | Krokus Przyszowa           | 26 | 11 | 5 | 10 | 43     | 48     | −5    | 38  |                                                                |              |
| 6   | Płomień Limanowa           | 26 | 10 | 6 | 10 | 57     | 51     | +6    | 36  |                                                                |              |
| 7   | Jordan Jordanów            | 26 | 10 | 5 | 11 | 69     | 59     | +10   | 35  | JJO: 6 pkt, różn. +4 AKU: 6 pkt, różn. -2 GOR: 6 pkt, różn. -2 |              |
| 8   | AKS Ujanowice              | 26 | 11 | 2 | 13 | 59     | 68     | −9    | 35  | JJO: 6 pkt, różn. +4 AKU: 6 pkt, różn. -2 GOR: 6 pkt, różn. -2 |              |
| 9   | Gorce Kamienica            | 26 | 10 | 5 | 11 | 48     | 63     | −15   | 35  | JJO: 6 pkt, różn. +4 AKU: 6 pkt, różn. -2 GOR: 6 pkt, różn. -2 |              |
| 10  | Zawrat Bukowina Tatrzańska | 26 | 7  | 9 | 10 | 53     | 55     | −2    | 30  |                                                                |              |
| 11  | Słomka Siekierczyna        | 26 | 7  | 7 | 12 | 53     | 71     | −18   | 28  | SŁS – TMD 4:1 TMD – SŁS 4:4                                    |              |
| 12  | Turbacz Mszana Dolna       | 26 | 8  | 4 | 14 | 61     | 70     | −9    | 28  | SŁS – TMD 4:1 TMD – SŁS 4:4                                    |              |
| 13  | Babia Góra Lipnica Wielka  | 26 | 8  | 2 | 16 | 49     | 92     | −43   | 26  |                                                                |              |
| 14  | Wierchy Pasierbiec (S)     | 26 | 3  | 7 | 16 | 41     | 81     | −40   | 16  | Spadek do klasy A                                              |              |

### Grupa Tarnów I

#### Drużyny
| Uczestnicy poprzedniej edycji                                                                                 | Uczestnicy poprzedniej edycji | Uczestnicy poprzedniej edycji | Uczestnicy poprzedniej edycji |
| --- | ----------------------------- | ----------------------------- | ----------------------------- |
| BPR | Błyskawica Proszówki          | 3                             |                               |
| RYL | Rylovia Rylowa                | 4                             |                               |
| SMA | Sokół Maszkienice             | 5                             |                               |
| ODĘ | Orzeł Dębno                   | 6                             |                               |
| LPS | LKS Poręba Spytkowska         | 8                             |                               |
| NAS | Naprzód Sobolów               | 9                             |                               |
| SMO | Strażak Mokrzyska             | 10                            |                               |
| SNW | Szreniawa Nowy Wiśnicz        | 11                            |                               |
| BOR | Sokół Borzęcin Górny          | 12                            |                               |
| JAD | Jadowniczanka Jadowniki       | 13                            |                               |
| CMU | Ceramika Muchówka             | 151                           |                               |
| Awans z klasy A 2021/2022                                                                                     |                               |                               |                               |
| grupa Bochnia                                                                                                 |                               |                               |                               |
| NRR | Novi/Rzezawianka Rzezawa      | 1                             |                               |
| grupa Brzesko                                                                                                 |                               |                               |                               |
| VPU | Victoria Porąbka Uszewska     | 1                             |                               |
| AOL | Arkadia Olszyny               | 2                             |                               |
| Oznaczenia: - kolumna pierwsza – skróty nazw drużyn, - kolumna trzecia – miejsce zajęte w poprzednim sezonie. |                               |                               |                               |

Objaśnienia:
1. Victoria Słomka wycofała się po zakończeniu poprzedniego sezonu z rozgrywek, w związku z czym utrzymała się Ceramika Muchówka.
2. Raba Książnice wycofała się po zakończeniu poprzedniego sezonu z rozgrywek, w związku z czym rozegrano baraż uzupełniający, który wygrała Arkadia Olszyny[10][11].

#### Tabela
| Lp. | Drużyna                   | M  | Z  | R | P  | Bramki | Bramki | Różn. | Pkt | Uwagi                       | Bezpośrednio |
| --- | ------------------------- | -- | -- | - | -- | ------ | ------ | ----- | --- | --------------------------- | ------------ |
| 1   | Orzeł Dębno (M) (A)       | 26 | 19 | 1 | 6  | 80     | 21     | +59   | 58  | Awans do V ligi             |              |
| 2   | Sokół Maszkienice (B)     | 26 | 17 | 5 | 4  | 57     | 27     | +30   | 56  | Baraże o awans do V ligi    |              |
| 3   | Rylovia Rylowa            | 26 | 18 | 1 | 7  | 63     | 25     | +38   | 55  |                             |              |
| 4   | Błyskawica Proszówki      | 26 | 16 | 3 | 7  | 59     | 41     | +18   | 51  |                             |              |
| 5   | Naprzód Sobolów           | 26 | 14 | 6 | 6  | 55     | 35     | +20   | 48  |                             |              |
| 6   | LKS Poręba Spytkowska     | 26 | 12 | 8 | 6  | 41     | 37     | +4    | 44  |                             |              |
| 7   | Arkadia Olszyny           | 26 | 8  | 6 | 12 | 40     | 59     | −19   | 30  |                             |              |
| 8   | Ceramika Muchówka         | 26 | 7  | 7 | 12 | 39     | 54     | −15   | 28  |                             |              |
| 9   | Szreniawa Nowy Wiśnicz    | 26 | 7  | 6 | 13 | 39     | 43     | −4    | 27  | SNW – JAD 1:3 JAD – SNW 0:2 |              |
| 10  | Jadowniczanka Jadowniki   | 26 | 8  | 3 | 15 | 44     | 61     | −17   | 27  | SNW – JAD 1:3 JAD – SNW 0:2 |              |
| 11  | Strażak Mokrzyska         | 26 | 7  | 5 | 14 | 44     | 62     | −18   | 26  |                             |              |
| 12  | Novi/Rzezawianka Rzezawa  | 26 | 6  | 7 | 13 | 46     | 59     | −13   | 25  |                             |              |
| 13  | Victoria Porąbka Uszewska | 26 | 6  | 4 | 16 | 33     | 77     | −44   | 22  |                             |              |
| 14  | Sokół Borzęcin Górny (S)  | 26 | 4  | 4 | 18 | 23     | 62     | −39   | 16  | Spadek do klasy A           |              |

### Grupa Tarnów II

#### Drużyny
| Uczestnicy poprzedniej edycji                                                                                 | Uczestnicy poprzedniej edycji | Uczestnicy poprzedniej edycji | Uczestnicy poprzedniej edycji |
| --- | ----------------------------- | ----------------------------- | ----------------------------- |
| LSZ | LKS Szynwałd                  | 3                             |                               |
| LRZ | LKS Rzuchowa                  | 4                             |                               |
| SKR | LUKS Skrzyszów                | 5                             |                               |
| DDT | Dąbrovia Dąbrowa Tarnowska    | 6                             |                               |
| PPL | Pogórze Pleśna                | 7                             |                               |
| ŻAB | MLKS Żabno                    | 8                             |                               |
| UN2 | Unia II Tarnów                | 9                             |                               |
| LŁA | LKS Ładna                     | 10                            |                               |
| KNJ | KS Nowa Jastrząbka-Żukowice   | 11                            |                               |
| ZAL | LUKS Zalipie                  | 12                            |                               |
| DZG | Dunajec Zbylitowska Góra      | 13                            |                               |
| WSZ | Wisła Szczucin                | 14                            |                               |
| Awans z klasy A 2021/2022                                                                                     |                               |                               |                               |
| grupa Tarnów                                                                                                  |                               |                               |                               |
| GGO | Gosłavia Gosławice            | 1                             |                               |
| grupa Żabno                                                                                                   |                               |                               |                               |
| IOD | Ikar Odporyszów               | 1                             |                               |
| Oznaczenia: - kolumna pierwsza – skróty nazw drużyn, - kolumna trzecia – miejsce zajęte w poprzednim sezonie. |                               |                               |                               |

#### Tabela
| Lp. | Drużyna                      | M  | Z  | R | P  | Bramki | Bramki | Różn. | Pkt | Uwagi                       | Bezpośrednio |
| --- | ---------------------------- | -- | -- | - | -- | ------ | ------ | ----- | --- | --------------------------- | ------------ |
| 1   | Unia II Tarnów (M) (A)       | 26 | 19 | 0 | 7  | 80     | 37     | +43   | 57  | Awans do V ligi             |              |
| 2   | LKS Rzuchowa (B)             | 26 | 17 | 4 | 5  | 65     | 29     | +36   | 55  | Baraże o awans do V ligi    |              |
| 3   | Gosłavia Gosławice           | 26 | 14 | 6 | 6  | 72     | 39     | +33   | 48  |                             |              |
| 4   | Dąbrovia Dąbrowa Tarnowska   | 26 | 14 | 5 | 7  | 56     | 38     | +18   | 47  |                             |              |
| 5   | KS Nowa Jastrząbka-Żukowice  | 26 | 13 | 6 | 7  | 67     | 38     | +29   | 45  | KNJ – LŁA 0:2 LŁA – KNJ 1:4 |              |
| 6   | LKS Ładna                    | 26 | 15 | 0 | 11 | 65     | 58     | +7    | 45  | KNJ – LŁA 0:2 LŁA – KNJ 1:4 |              |
| 7   | MLKS Żabno                   | 26 | 12 | 3 | 11 | 59     | 53     | +6    | 39  |                             |              |
| 8   | LUKS Zalipie                 | 26 | 9  | 6 | 11 | 45     | 51     | −6    | 33  | ZAL – LSZ 3:3 LSZ – ZAL 1:1 |              |
| 9   | LKS Szynwałd                 | 26 | 9  | 6 | 11 | 42     | 49     | −7    | 33  | ZAL – LSZ 3:3 LSZ – ZAL 1:1 |              |
| 10  | LUKS Skrzyszów               | 26 | 9  | 3 | 14 | 51     | 57     | −6    | 30  |                             |              |
| 11  | Ikar Odporyszów              | 26 | 8  | 5 | 13 | 48     | 68     | −20   | 29  |                             |              |
| 12  | Wisła Szczucin (S)           | 26 | 7  | 5 | 14 | 36     | 73     | −37   | 26  | Spadek do klasy A           |              |
| 13  | Dunajec Zbylitowska Góra (S) | 26 | 5  | 2 | 19 | 28     | 70     | −42   | 17  | Spadek do klasy A           |              |
| 14  | Pogórze Pleśna (S)           | 26 | 3  | 5 | 18 | 40     | 94     | −54   | 14  | Spadek do klasy A           |              |

### Grupa Wadowice

#### Drużyny
| Uczestnicy poprzedniej edycji                                                                                 | Uczestnicy poprzedniej edycji | Uczestnicy poprzedniej edycji | Uczestnicy poprzedniej edycji |
| --- | ----------------------------- | ----------------------------- | ----------------------------- |
| VJA | Victoria 1918 Jaworzno        | 3                             |                               |
| BOS | Brzezina Osiek                | 4                             |                               |
| LKS | LKS Gorzów                    | 5                             |                               |
| NGR | Nadwiślanin Gromiec           | 6                             |                               |
| BRZ | Górnik Brzeszcze              | 7                             |                               |
| RAJ | Strażak Rajsko                | 8                             |                               |
| SKA | Skawa Wadowice                | 9                             |                               |
| BAB | Babia Góra Sucha Beskidzka    | 10                            |                               |
| HEJ | Hejnał Kęty                   | 11                            |                               |
| LŻA | LKS Żarki                     | 12                            |                               |
| FAB | Fablok Chrzanów               | 13                            |                               |
| ZBY | Zgoda Byczyna                 | 14                            |                               |
| Awans z klasy A 2021/2022                                                                                     |                               |                               |                               |
| grupa Chrzanów                                                                                                |                               |                               |                               |
| CJA | Ciężkowianka Jaworzno         | 1                             |                               |
| grupa Oświęcim                                                                                                |                               |                               |                               |
| LBO | LKS Bobrek                    | 1                             |                               |
| grupa Wadowice I                                                                                              |                               |                               |                               |
| NAR | Naroże Juszczyn               | 1                             |                               |
| grupa Wadowice II                                                                                             |                               |                               |                               |
| HTA | Halniak Targanice             | 1                             |                               |
| Oznaczenia: - kolumna pierwsza – skróty nazw drużyn, - kolumna trzecia – miejsce zajęte w poprzednim sezonie. |                               |                               |                               |

#### Tabela
| Lp. | Drużyna                    | M  | Z  | R  | P  | Bramki | Bramki | Różn. | Pkt | Uwagi                       | Bezpośrednio |
| --- | -------------------------- | -- | -- | -- | -- | ------ | ------ | ----- | --- | --------------------------- | ------------ |
| 1   | Skawa Wadowice (M) (A)     | 30 | 18 | 9  | 3  | 65     | 27     | +38   | 63  | Awans do V ligi             |              |
| 2   | Brzezina Osiek (B)         | 30 | 19 | 5  | 6  | 53     | 25     | +28   | 62  | Baraże o awans do V ligi    |              |
| 3   | Halniak Targanice          | 30 | 17 | 6  | 7  | 82     | 52     | +30   | 57  |                             |              |
| 4   | LKS Gorzów                 | 30 | 17 | 4  | 9  | 70     | 37     | +33   | 55  |                             |              |
| 5   | Strażak Rajsko             | 30 | 15 | 6  | 9  | 61     | 49     | +12   | 51  |                             |              |
| 6   | Victoria 1918 Jaworzno     | 30 | 16 | 2  | 12 | 59     | 47     | +12   | 50  |                             |              |
| 7   | Naroże Juszczyn            | 30 | 14 | 6  | 10 | 60     | 45     | +15   | 48  | NAR – LBO 4:0 LBO – NAR 2:2 |              |
| 8   | LKS Bobrek                 | 30 | 13 | 9  | 8  | 54     | 46     | +8    | 48  | NAR – LBO 4:0 LBO – NAR 2:2 |              |
| 9   | Nadwiślanin Gromiec        | 30 | 11 | 8  | 11 | 58     | 53     | +5    | 41  | NGR – BRZ 2:2 BRZ – NGR 0:3 |              |
| 10  | Górnik Brzeszcze           | 30 | 12 | 5  | 13 | 50     | 51     | −1    | 41  | NGR – BRZ 2:2 BRZ – NGR 0:3 |              |
| 11  | Zgoda Byczyna              | 30 | 10 | 5  | 15 | 35     | 54     | −19   | 35  |                             |              |
| 12  | Babia Góra Sucha Beskidzka | 30 | 9  | 7  | 14 | 43     | 55     | −12   | 34  |                             |              |
| 13  | Hejnał Kęty                | 30 | 8  | 4  | 18 | 47     | 74     | −27   | 28  |                             |              |
| 14  | LKS Żarki (S)              | 30 | 4  | 12 | 14 | 32     | 54     | −22   | 24  | Spadek do klasy A           |              |
| 15  | Fablok Chrzanów (S)        | 30 | 6  | 5  | 19 | 35     | 82     | −47   | 23  | Spadek do klasy A           |              |
| 16  | Ciężkowianka Jaworzno (S)  | 30 | 3  | 3  | 24 | 29     | 82     | −53   | 12  | Spadek do klasy A           |              |

### Baraże o awans do V ligi
W barażach o awans do V ligi 8 wicemistrzów klas okręgowych w województwie mazowieckich zostało podzielonych do dwóch grup odpowiadających zasięgowi terytorialnemu małopolskich grup V ligi - wschodniej (grupy: Nowy Sącz I, Nowy Sącz II, Tarnów I oraz Tarnów II) i zachodniej (Kraków I, Kraków II, Kraków III oraz Wadowice). Następnie 18 maja 2023 roku zostały rozlosowane pary półfinałowe, które rozegrano 17 i 18 czerwca tegoż roku. Zwycięzcy awansowali do 2 finałów (po jednym dla danej grupy), których zwycięzcy awansowali do V ligi na sezon 2023/24.

#### Grupa wschodnia

##### Półfinały
| 17 czerwca 2023 17:00 | Orkan Raba Wyżna | 2:4(?:?) | LKS Rzuchowa |  |
|                       |                  |          |              |  |

Awans do finału: LKS Rzuchowa
| 18 czerwca 2023 17:00 | Sandecja II Nowy Sącz | 5:0(?:0) | Sokół Maszkienice |  |
|                       |                       |          |                   |  |

Awans do finału: Sandecja II Nowy Sącz

##### Finał
| 26 czerwca 2023 14:00 | LKS Rzuchowa | 0:3(0:?) | Sandecja II Nowy Sącz |  |
|                       |              |          |                       |  |

Zwycięzca barażu i awans do V ligi: Sandecja II Nowy Sącz

#### Grupa zachodnia

##### Półfinały
| 17 czerwca 2023 17:00 | Górnik Wieliczka | 1:1 k. 4:2(?:?) | Brzezina Osiek |  |
|                       |                  |                 |                |  |

Awans do finału: Górnik Wieliczka
| 18 czerwca 2023 17:00 | Orzeł Piaski Wielkie | 1:0(?:0) | Przebój Wolbrom |  |
|                       |                      |          |                 |  |

Awans do finału: Orzeł Piaski Wielkie

##### Finał
| 24 czerwca 2023 17:00 | Górnik Wieliczka | 0:0 k. 4:5(0:0) | Orzeł Piaski Wielkie |  |
|                       |                  |                 |                      |  |

Zwycięzca barażu i awans do V ligi: Orzeł Piaski Wielkie

## Województwo mazowieckie

### Grupa Ciechanów-Ostrołęka

#### Drużyny
| Uczestnicy poprzedniej edycji                                                                                 | Uczestnicy poprzedniej edycji | Uczestnicy poprzedniej edycji | Uczestnicy poprzedniej edycji |
| --- | ----------------------------- | ----------------------------- | ----------------------------- |
| RRZ | Rzekunianka Rzekuń            | 4                             |                               |
| SZY | Korona Szydłowo               | 5                             |                               |
| BIE | Wkra Bieżuń                   | 6                             |                               |
| SNM | Sona Nowe Miasto              | 7                             |                               |
| OOM | Ostrovia Ostrów Mazowiecka    | 8                             |                               |
| KSW | KS Wąsewo                     | 9                             |                               |
| STR | GKS Strzegowo                 | 10                            |                               |
| KKO | Konopianka Konopki            | 11                            |                               |
| KUK | Kurpik Kadzidło               | 12                            |                               |
| GLI | Kryształ Glinojeck            | 13                            |                               |
| WDŁ | Wymakracz Długosiodło         | 14                            |                               |
| Awans z klasy A 2021/2022                                                                                     |                               |                               |                               |
| grupa Ciechanów-Ostrołęka                                                                                     |                               |                               |                               |
| WRA | Wkra Radzanów                 | 1                             |                               |
| WSO | Wkra Sochocin                 | 2                             |                               |
| TOJ | Tęcza Ojrzeń                  | 3                             |                               |
| GKS | GKS Gumino                    | 4                             |                               |
| KOR | Korona Karolinowo             | 5                             |                               |
| Oznaczenia: - kolumna pierwsza – skróty nazw drużyn, - kolumna trzecia – miejsce zajęte w poprzednim sezonie. |                               |                               |                               |

#### Tabela
| Lp. | Drużyna                    | M  | Z  | R | P  | Bramki | Bramki | Różn. | Pkt | Uwagi                       | Bezpośrednio |
| --- | -------------------------- | -- | -- | - | -- | ------ | ------ | ----- | --- | --------------------------- | ------------ |
| 1   | Wkra Bieżuń (M) (A)        | 30 | 22 | 5 | 3  | 102    | 47     | +55   | 71  | Awans do V ligi             |              |
| 2   | Rzekunianka Rzekuń         | 30 | 21 | 5 | 4  | 89     | 37     | +52   | 68  |                             |              |
| 3   | Kryształ Glinojeck         | 30 | 21 | 4 | 5  | 97     | 45     | +52   | 67  |                             |              |
| 4   | Korona Szydłowo            | 30 | 20 | 1 | 9  | 115    | 46     | +69   | 61  |                             |              |
| 5   | Sona Nowe Miasto           | 30 | 18 | 6 | 6  | 64     | 45     | +19   | 60  |                             |              |
| 6   | Ostrovia Ostrów Mazowiecka | 30 | 14 | 8 | 8  | 62     | 49     | +13   | 50  |                             |              |
| 7   | GKS Strzegowo              | 30 | 14 | 4 | 12 | 67     | 55     | +12   | 46  |                             |              |
| 8   | Kurpik Kadzidło            | 30 | 12 | 4 | 14 | 67     | 79     | −12   | 40  |                             |              |
| 9   | GKS Gumino                 | 30 | 12 | 3 | 15 | 72     | 76     | −4    | 39  |                             |              |
| 10  | Tęcza Ojrzeń               | 30 | 11 | 5 | 14 | 55     | 61     | −6    | 38  |                             |              |
| 11  | Konopianka Konopki         | 30 | 9  | 4 | 17 | 53     | 66     | −13   | 31  |                             |              |
| 12  | Wkra Radzanów              | 30 | 8  | 4 | 18 | 48     | 77     | −29   | 28  | WRA – WSO 2:1 WSO – WRA 3:2 |              |
| 13  | Wkra Sochocin              | 30 | 8  | 4 | 18 | 35     | 75     | −40   | 28  | WRA – WSO 2:1 WSO – WRA 3:2 |              |
| 14  | Wymakracz Długosiodło      | 30 | 8  | 3 | 19 | 58     | 102    | −44   | 27  |                             |              |
| 15  | KS Wąsewo (S)              | 30 | 6  | 4 | 20 | 33     | 77     | −44   | 22  | Spadek do klasy A           |              |
| 16  | Korona Karolinowo (S)      | 30 | 3  | 2 | 25 | 35     | 115    | −80   | 11  | Spadek do klasy A           |              |

### Grupa Płock

#### Drużyny
| Uczestnicy poprzedniej edycji                                                                                 | Uczestnicy poprzedniej edycji | Uczestnicy poprzedniej edycji | Uczestnicy poprzedniej edycji |
| --- | ----------------------------- | ----------------------------- | ----------------------------- |
| MGO | Mazur Gostynin                | 31                            |                               |
| KSE | Kasztelan Sierpc              | 4                             |                               |
| SŁU | Delta Słupno                  | 5                             |                               |
| SMO | Sparta Mochowo                | 6                             |                               |
| UNI | Unia Iłów                     | 7                             |                               |
| ZBI | Zryw Bielsk                   | 8                             |                               |
| SPR | Start Proboszczewice          | 9                             |                               |
| ŁUK | Skrwa Łukomie                 | 10                            |                               |
| UNC | Unia Czermno                  | 11                            |                               |
| GĄB | Błękitni Gąbin                | 12                            |                               |
| Awans z klasy A 2021/2022                                                                                     |                               |                               |                               |
| grupa Płock                                                                                                   |                               |                               |                               |
| GGÓ | GKS Góra                      | 1                             |                               |
| PRA | Polonia Radzanowo             | 2                             |                               |
| Oznaczenia: - kolumna pierwsza – skróty nazw drużyn, - kolumna trzecia – miejsce zajęte w poprzednim sezonie. |                               |                               |                               |

Objaśnienia:
1. Mazur Gostynin przegrał baraże o awans do V ligi z Nadnarwianką Pułtusk.

#### Tabela
| Lp. | Drużyna                | M  | Z  | R | P  | Bramki | Bramki | Różn. | Pkt | Uwagi                       | Bezpośrednio                |
| --- | ---------------------- | -- | -- | - | -- | ------ | ------ | ----- | --- | --------------------------- | --------------------------- |
| 1   | Mazur Gostynin (M) (A) | 22 | 18 | 3 | 1  | 74     | 23     | +51   | 57  | Awans do V ligi             |                             |
| 2   | Kasztelan Sierpc       | 22 | 11 | 4 | 7  | 61     | 36     | +25   | 37  |                             | KSE – SMO 2:0 SMO – KSE 0:3 |
| 3   | Sparta Mochowo         | 22 | 11 | 4 | 7  | 53     | 42     | +11   | 37  |                             | KSE – SMO 2:0 SMO – KSE 0:3 |
| 4   | Unia Iłów              | 22 | 11 | 2 | 9  | 58     | 54     | +4    | 35  |                             |                             |
| 5   | Skrwa Łukomie          | 22 | 10 | 4 | 8  | 48     | 44     | +4    | 34  | SŁU – GĄB 4:0 GĄB – SŁU 4:1 |                             |
| 6   | Błękitni Gąbin         | 22 | 11 | 1 | 10 | 33     | 48     | −15   | 34  | SŁU – GĄB 4:0 GĄB – SŁU 4:1 |                             |
| 7   | Start Proboszczewice   | 22 | 10 | 3 | 9  | 45     | 43     | +2    | 33  | SPR – ZBI 1:2 ZBI – SPR 0:2 |                             |
| 8   | Zryw Bielsk            | 22 | 9  | 6 | 7  | 41     | 40     | +1    | 33  | SPR – ZBI 1:2 ZBI – SPR 0:2 |                             |
| 9   | Delta Słupno           | 22 | 8  | 4 | 10 | 44     | 43     | +1    | 28  |                             |                             |
| 10  | Unia Czermno           | 22 | 6  | 3 | 13 | 38     | 51     | −13   | 21  |                             |                             |
| 11  | Polonia Radzanowo (S)  | 22 | 6  | 1 | 15 | 38     | 51     | −13   | 19  | Spadek do klasy A           |                             |
| 12  | GKS Góra (S)           | 22 | 3  | 1 | 18 | 33     | 62     | −29   | 10  | Spadek do klasy A           |                             |

### Grupa Radom

#### Drużyny
| Uczestnicy poprzedniej edycji                                                                                 | Uczestnicy poprzedniej edycji | Uczestnicy poprzedniej edycji | Uczestnicy poprzedniej edycji |
| --- | ----------------------------- | ----------------------------- | ----------------------------- |
| ORZ | Orzeł Wierzbica               | 31                            |                               |
| SZY | Szydłowianka Szydłowiec       | 4                             |                               |
| PLI | Powiślanka Lipsko             | 5                             |                               |
| WAR | KS Warka                      | 6                             |                               |
| RA2 | Radomiak II Radom             | 7                             |                               |
| JJL | Jodła Jedlnia-Letnisko        | 8                             |                               |
| GRÓ | Mazowsze Grójec               | 9                             |                               |
| GPO | Gryf Policzna                 | 10                            |                               |
| PIO | Proch Pionki                  | 11                            |                               |
| PNM | Pilica Nowe Miasto nad Pilicą | 12                            |                               |
| MRA | Młodzik 18 Radom              | 13                            |                               |
| SKS | SKS Potworów                  | 142                           |                               |
| Awans z klasy A 2021/2022                                                                                     |                               |                               |                               |
| grupa Radom I                                                                                                 |                               |                               |                               |
| GTC | Gracja Tczów                  | 1                             |                               |
| KRJ | Królewscy Jedlnia             | 2                             |                               |
| grupa Radom II                                                                                                |                               |                               |                               |
| CRA | Centrum Radom                 | 1                             |                               |
| KBS | KS Błotnica Stara             | 2                             |                               |
| Oznaczenia: - kolumna pierwsza – skróty nazw drużyn, - kolumna trzecia – miejsce zajęte w poprzednim sezonie. |                               |                               |                               |

Objaśnienia:
1. Orzeł Wierzbica przegrał baraże o awans do V ligi z KS-em Teresin.
2. SKS Potworów wycofał się po rundzie jesiennej.

#### Tabela
| Lp. | Drużyna                       | M  | Z  | R  | P  | Bramki | Bramki | Różn. | Pkt | Uwagi             | Bezpośrednio |
| --- | ----------------------------- | -- | -- | -- | -- | ------ | ------ | ----- | --- | ----------------- | ------------ |
| 1   | Radomiak II Radom (M) (A)     | 28 | 22 | 4  | 2  | 84     | 41     | +43   | 70  | Awans do V ligi   |              |
| 2   | Orzeł Wierzbica               | 28 | 19 | 4  | 5  | 80     | 32     | +48   | 61  |                   |              |
| 3   | Proch Pionki                  | 28 | 19 | 3  | 6  | 65     | 32     | +33   | 60  |                   |              |
| 4   | Gracja Tczów                  | 28 | 16 | 3  | 9  | 69     | 56     | +13   | 51  |                   |              |
| 5   | Powiślanka Lipsko             | 28 | 13 | 11 | 4  | 66     | 27     | +39   | 50  |                   |              |
| 6   | Szydłowianka Szydłowiec       | 28 | 15 | 4  | 9  | 54     | 36     | +18   | 49  |                   |              |
| 7   | Centrum Radom                 | 28 | 13 | 4  | 11 | 49     | 51     | −2    | 43  |                   |              |
| 8   | KS Warka                      | 28 | 11 | 7  | 10 | 54     | 40     | +14   | 40  |                   |              |
| 9   | Jodła Jedlnia-Letnisko        | 28 | 9  | 5  | 14 | 37     | 59     | −22   | 32  |                   |              |
| 10  | Pilica Nowe Miasto nad Pilicą | 28 | 9  | 4  | 15 | 40     | 60     | −20   | 31  |                   |              |
| 11  | Mazowsze Grójec               | 28 | 9  | 3  | 16 | 39     | 49     | −10   | 30  |                   |              |
| 12  | Królewscy Jedlnia             | 28 | 7  | 4  | 17 | 28     | 68     | −40   | 25  |                   |              |
| 13  | Gryf Policzna2                | 28 | 7  | 2  | 19 | 48     | 83     | −35   | 23  | Drużyna wycofana  |              |
| 14  | KS Błotnica Stara2            | 28 | 5  | 4  | 19 | 34     | 59     | −25   | 19  |                   |              |
| 15  | Młodzik 18 Radom (S)          | 28 | 3  | 4  | 21 | 29     | 83     | −54   | 13  | Spadek do klasy A |              |
| -   | SKS Potworów1                 | 0  | 0  | 0  | 0  | 0      | 0      | 0     | 0   | Drużyna wycofana  |              |

### Grupa Siedlce

#### Drużyny
| Uczestnicy poprzedniej edycji                                                                                 | Uczestnicy poprzedniej edycji | Uczestnicy poprzedniej edycji | Uczestnicy poprzedniej edycji |
| --- | ----------------------------- | ----------------------------- | ----------------------------- |
| UNI | Orzeł Unin                    | 31                            |                               |
| FSI | Fenix Siennica                | 4                             |                               |
| WAT | Watra Mrozy                   | 5                             |                               |
| WEK | Wektra Zbuczyn                | 6                             |                               |
| JŻE | Jastrząb Żeliszew             | 7                             |                               |
| KKL | Kosovia Kosów Lacki           | 8                             |                               |
| WĘG | Czarni Węgrów                 | 9                             |                               |
| ŻEL | Sęp Żelechów                  | 10                            |                               |
| ZSO | Zryw Sobolew                  | 11                            |                               |
| MAŁ | MKS Małkinia                  | 12                            |                               |
| WMK | Wilga Miastków Kościelny      | 13                            |                               |
| KOL | Kolektyw Oleśnica             | 14                            |                               |
| HHC | Hutnik Huta Czechy            | 15                            |                               |
| Awans z klasy A 2021/2022                                                                                     |                               |                               |                               |
| grupa Siedlce                                                                                                 |                               |                               |                               |
| ŁDK | ŁDK Łosice                    | 1                             |                               |
| UGO | ULKS Gołąbek                  | 2                             |                               |
| Oznaczenia: - kolumna pierwsza – skróty nazw drużyn, - kolumna trzecia – miejsce zajęte w poprzednim sezonie. |                               |                               |                               |

Objaśnienia:
1. Orzeł Unin przegrał baraże o awans do V ligi z Józefovią Józefów.

#### Tabela
| Lp. | Drużyna                      | M  | Z  | R | P  | Bramki | Bramki | Różn. | Pkt | Uwagi                       | Bezpośrednio                |
| --- | ---------------------------- | -- | -- | - | -- | ------ | ------ | ----- | --- | --------------------------- | --------------------------- |
| 1   | Watra Mrozy (M) (A)          | 28 | 17 | 6 | 5  | 73     | 35     | +38   | 57  | Awans do V ligi             |                             |
| 2   | ŁDK Łosice                   | 28 | 17 | 2 | 9  | 89     | 58     | +31   | 53  |                             | ŁDK – UNI 4:0 UNI – ŁDK 5:3 |
| 3   | Orzeł Unin                   | 28 | 15 | 8 | 5  | 83     | 46     | +37   | 53  |                             | ŁDK – UNI 4:0 UNI – ŁDK 5:3 |
| 4   | Fenix Siennica               | 28 | 15 | 4 | 9  | 53     | 37     | +16   | 49  |                             |                             |
| 5   | ULKS Gołąbek                 | 28 | 13 | 7 | 8  | 72     | 45     | +27   | 46  | UGO – WEK 2:0 WEK – UGO 0:0 |                             |
| 6   | Wektra Zbuczyn               | 28 | 13 | 7 | 8  | 60     | 35     | +25   | 46  | UGO – WEK 2:0 WEK – UGO 0:0 |                             |
| 7   | Jastrząb Żeliszew            | 28 | 13 | 5 | 10 | 58     | 53     | +5    | 44  | JŻE – ŻEL 1:2 ŻEL – JŻE 2:5 |                             |
| 8   | Sęp Żelechów                 | 28 | 13 | 5 | 10 | 64     | 54     | +10   | 44  | JŻE – ŻEL 1:2 ŻEL – JŻE 2:5 |                             |
| 9   | MKS Małkinia                 | 28 | 10 | 6 | 12 | 53     | 56     | −3    | 36  |                             |                             |
| 10  | Hutnik Huta Czechy           | 28 | 10 | 5 | 13 | 55     | 71     | −16   | 35  | HHC – WĘG 2:0 WĘG – HHC 5:3 |                             |
| 11  | Czarni Węgrów                | 28 | 11 | 2 | 15 | 46     | 81     | −35   | 35  | HHC – WĘG 2:0 WĘG – HHC 5:3 |                             |
| 12  | Zryw Sobolew                 | 28 | 8  | 7 | 13 | 61     | 72     | −11   | 31  |                             |                             |
| 13  | Kolektyw Oleśnica            | 28 | 5  | 7 | 16 | 34     | 78     | −44   | 22  |                             |                             |
| 14  | Kosovia Kosów Lacki (S)      | 28 | 5  | 6 | 17 | 39     | 74     | −35   | 21  | Spadek do klasy A           |                             |
| 15  | Wilga Miastków Kościelny (S) | 28 | 5  | 3 | 20 | 42     | 87     | −45   | 18  | Spadek do klasy A           |                             |

### Grupa Warszawa I

#### Drużyny
| Uczestnicy poprzedniej edycji                                                                                 | Uczestnicy poprzedniej edycji | Uczestnicy poprzedniej edycji | Uczestnicy poprzedniej edycji |
| --- | ----------------------------- | ----------------------------- | ----------------------------- |
| grupa Warszawa I                                                                                              |                               |                               |                               |
| ŁOM | KS Łomianki                   | 4                             |                               |
| SOT | Start Otwock                  | 52                            |                               |
| BUG | Bug Wyszków                   | 7                             |                               |
| LG2 | Legionovia II Legionowo       | 8                             |                               |
| KHA | KS Halinów                    | 9                             |                               |
| WIC | Wicher Kobyłka                | 10                            |                               |
| ŚW2 | Świt II Nowy Dwór Mazowiecki  | 11                            |                               |
| PKR | PKS Radość                    | 12                            |                               |
| WIE | Dąb Wieliszew                 | 13                            |                               |
| MNI | Madziar Nieporęt              | 14                            |                               |
| KSW | KS Wesoła                     | 151                           |                               |
| grupa Warszawa II                                                                                             |                               |                               |                               |
| PWA | MKS Polonia Warszawa          | 4                             |                               |
| Awans z klasy A 2021/2022                                                                                     |                               |                               |                               |
| grupa Warszawa I                                                                                              |                               |                               |                               |
| TWA | Talent Warszawa               | 1                             |                               |
| BOW | Białe Orły Warszawa           | 2                             |                               |
| grupa Warszawa II                                                                                             |                               |                               |                               |
| GA2 | Wilga II Garwolin             | 1                             |                               |
| SU2 | Victoria II Sulejówek         | 2                             |                               |
| Oznaczenia: - kolumna pierwsza – skróty nazw drużyn, - kolumna trzecia – miejsce zajęte w poprzednim sezonie. |                               |                               |                               |

Objaśnienia:
1. KS Wesoła wygrał baraże o utrzymanie w klasie okręgowej ze Spartą Jazgarzew.
2. Start Otwock wycofał się po 18. kolejce.

#### Tabela
| Lp. | Drużyna                      | M  | Z  | R | P  | Bramki | Bramki | Różn. | Pkt | Uwagi                       | Bezpośrednio        |
| --- | ---------------------------- | -- | -- | - | -- | ------ | ------ | ----- | --- | --------------------------- | ------------------- |
| 1   | Talent Warszawa (M) (A)      | 30 | 23 | 7 | 0  | 96     | 21     | +75   | 76  | Awans do V ligi             |                     |
| 2   | Bug Wyszków                  | 30 | 23 | 4 | 3  | 109    | 37     | +72   | 73  |                             |                     |
| 3   | KS Łomianki                  | 30 | 16 | 6 | 8  | 83     | 42     | +41   | 54  | ŁOM – ŚW2 6:0 ŚW2 – ŁOM 2:3 |                     |
| 4   | Świt II Nowy Dwór Mazowiecki | 30 | 17 | 3 | 10 | 85     | 57     | +28   | 54  | ŁOM – ŚW2 6:0 ŚW2 – ŁOM 2:3 |                     |
| 5   | Madziar Nieporęt             | 30 | 15 | 4 | 11 | 68     | 51     | +17   | 49  | MNI – LG2 3:0 LG2 – MNI 2:1 |                     |
| 6   | Legionovia II Legionowo      | 30 | 15 | 4 | 11 | 70     | 56     | +14   | 49  | MNI – LG2 3:0 LG2 – MNI 2:1 |                     |
| 7   | PKS Radość                   | 30 | 14 | 4 | 12 | 53     | 58     | −5    | 46  | PKR – PWA 1:0 PWA – PKR 1:4 |                     |
| 8   | MKS Polonia Warszawa         | 30 | 14 | 4 | 12 | 71     | 55     | +16   | 46  | PKR – PWA 1:0 PWA – PKR 1:4 |                     |
| 9   | Wicher Kobyłka               | 30 | 11 | 8 | 11 | 44     | 48     | −4    | 41  |                             |                     |
| 10  | KS Halinów                   | 30 | 12 | 1 | 17 | 62     | 77     | −15   | 37  |                             |                     |
| 11  | Dąb Wieliszew                | 30 | 10 | 6 | 14 | 55     | 79     | −24   | 36  |                             |                     |
| 12  | Wilga II Garwolin            | 30 | 9  | 5 | 16 | 69     | 101    | −32   | 32  | GA2 – KSW 4:3 KSW – GA2 1:4 |                     |
| 13  | KS Wesoła (B)                | 30 | 10 | 2 | 18 | 54     | 72     | −18   | 32  | GA2 – KSW 4:3 KSW – GA2 1:4 | Baraże o utrzymanie |
| 14  | Białe Orły Warszawa (S)      | 30 | 8  | 4 | 18 | 50     | 79     | −29   | 28  | Spadek do klasy A           |                     |
| 15  | Victoria II Sulejówek (S)    | 30 | 7  | 0 | 23 | 40     | 115    | −75   | 21  | Spadek do klasy A           |                     |
| 16  | Start Otwock1                | 30 | 3  | 4 | 23 | 29     | 90     | −61   | 13  | Drużyna wycofana            |                     |

### Grupa Warszawa II

#### Drużyny
| Uczestnicy poprzedniej edycji                                                                                 | Uczestnicy poprzedniej edycji | Uczestnicy poprzedniej edycji | Uczestnicy poprzedniej edycji |
| --- | ----------------------------- | ----------------------------- | ----------------------------- |
| grupa Warszawa II                                                                                             |                               |                               |                               |
| LAC | Laura Chylice                 | 5                             |                               |
| ZPR2 | Znicz II Pruszków             | 6                             |                               |
| KGK | Korona Góra Kalwaria          | 7                             |                               |
| GRO | Grom Warszawa                 | 8                             |                               |
| PG2 | Pogoń II Grodzisk Mazowiecki  | 9                             |                               |
| NAD | GLKS Nadarzyn                 | 10                            |                               |
| POD | GKS Podolszyn                 | 11                            |                               |
| OŻA | Ożarowianka Ożarów Mazowiecki | 12                            |                               |
| RYŚ | Ryś Laski                     | 13                            |                               |
| KSB | KS Blizne                     | 14                            |                               |
| JGA | Sparta Jazgarzew              | 151                           |                               |
| grupa Warszawa I                                                                                              |                               |                               |                               |
| NSB | Naprzód Stare Babice          | 6                             |                               |
| Awans z klasy A 2021/2022                                                                                     |                               |                               |                               |
| grupa Warszawa III                                                                                            |                               |                               |                               |
| CWA | Champion Warszawa             | 1                             |                               |
| UR2 | Ursus II Warszawa             | 2                             |                               |
| grupa Warszawa IV                                                                                             |                               |                               |                               |
| LOS | LKS Osuchów                   | 1                             |                               |
| PNS | Promyk Nowa Sucha             | 32                            |                               |
| Oznaczenia: - kolumna pierwsza – skróty nazw drużyn, - kolumna trzecia – miejsce zajęte w poprzednim sezonie. |                               |                               |                               |

Objaśnienia:
1. Sparta Jazgarzew pomimo przegrania w barażach o utrzymanie w klasie okręgowej z KS-em Wesoła, został utrzymany w rozgrywkach klasy okręgowej.
2. Wicelider grupy, Naprzód II Stare Babice, nie mógł awansować do klasy okręgowej, dlatego awansowała 3. drużyna - Promyk Nowa Sucha.

#### Tabela
| Lp. | Drużyna                               | M  | Z  | R | P  | Bramki | Bramki | Różn. | Pkt | Uwagi                             | Bezpośrednio |
| --- | ------------------------------------- | -- | -- | - | -- | ------ | ------ | ----- | --- | --------------------------------- | ------------ |
| 1   | Ożarowianka Ożarów Mazowiecki (M) (A) | 30 | 28 | 0 | 2  | 140    | 25     | +115  | 84  | Awans do V ligi                   |              |
| 2   | Znicz II Pruszków                     | 30 | 25 | 1 | 4  | 155    | 33     | +122  | 76  |                                   |              |
| 3   | Grom Warszawa                         | 30 | 23 | 2 | 5  | 115    | 38     | +77   | 71  | Przeniesienie do grupy Warszawa I |              |
| 4   | Naprzód Stare Babice                  | 30 | 22 | 3 | 5  | 102    | 40     | +62   | 69  |                                   |              |
| 5   | Ursus II Warszawa                     | 30 | 21 | 3 | 6  | 110    | 40     | +70   | 66  |                                   |              |
| 6   | LKS Osuchów                           | 30 | 17 | 3 | 10 | 81     | 66     | +15   | 54  |                                   |              |
| 7   | Pogoń II Grodzisk Mazowiecki          | 30 | 16 | 2 | 12 | 95     | 66     | +29   | 50  |                                   |              |
| 8   | Laura Chylice                         | 30 | 13 | 5 | 12 | 83     | 67     | +16   | 44  |                                   |              |
| 9   | Champion Warszawa                     | 30 | 13 | 0 | 17 | 68     | 87     | −19   | 39  |                                   |              |
| 10  | Ryś Laski                             | 30 | 9  | 4 | 17 | 59     | 105    | −46   | 31  |                                   |              |
| 11  | GKS Podolszyn                         | 30 | 8  | 3 | 19 | 38     | 75     | −37   | 27  |                                   |              |
| 12  | Promyk Nowa Sucha                     | 30 | 7  | 4 | 19 | 33     | 99     | −66   | 25  |                                   |              |
| 13  | GLKS Nadarzyn (B)                     | 30 | 6  | 3 | 21 | 32     | 94     | −62   | 21  | Baraże o utrzymanie               |              |
| 14  | Sparta Jazgarzew (S)                  | 30 | 5  | 2 | 23 | 32     | 98     | −66   | 17  | Spadek do klasy A                 |              |
| 15  | Korona Góra Kalwaria (S)              | 30 | 4  | 3 | 23 | 30     | 138    | −108  | 15  | Spadek do klasy A                 |              |
| 16  | KS Blizne (S)                         | 30 | 1  | 6 | 23 | 29     | 131    | −102  | 9   | Spadek do klasy A                 |              |

### Baraże o utrzymanie w klasie okręgowej
W barażach o utrzymanie brały udział drużyny z miejsca 13 z obu grup warszawskich klasy okręgowej. Zwycięzca utrzymywał się na poziomie klasy okręgowej, natomiast przegrany spadał do klasy A.
| 24 czerwca 2023 11:00 | GLKS Nadarzyn | 3:0(?:0) | KS Wesoła |  |
|                       |               |          |           |  |

| 28 czerwca 2023 18:00 | KS Wesoła | 1:0(?:0) | GLKS Nadarzyn |  |
|                       |           |          |               |  |

Zwycięzca: GLKS Nadarzyn

## Województwo opolskie

### Grupa opolska I

#### Drużyny
| Uczestnicy poprzedniej edycji                                                                                 | Uczestnicy poprzedniej edycji | Uczestnicy poprzedniej edycji | Uczestnicy poprzedniej edycji |
| --- | ----------------------------- | ----------------------------- | ----------------------------- |
| LZB | LZS Bogacica                  | 2                             |                               |
| NAM | Start Namysłów                | 3                             |                               |
| ŁUB | Śląsk Łubniany                | 4                             |                               |
| KSK | KS Krasiejów                  | 6                             |                               |
| JEM | Naprzód Jemielnica            | 7                             |                               |
| MEC | LZS Mechnice                  | 8                             |                               |
| LCR | LZS Chrząstowice              | 9                             |                               |
| LKU | LZS Kuniów                    | 10                            |                               |
| LSK | LZS Skarbimierz               | 11                            |                               |
| KOL | Unia Kolonowskie              | 12                            |                               |
| LIG | LZS Ligota Turawska           | 131                           |                               |
| Spadek z IV ligi 2021/2022                                                                                    |                               |                               |                               |
| grupa opolska                                                                                                 |                               |                               |                               |
| TOR | TOR Dobrzeń Wielki            | 16                            |                               |
| SKO | LZS Skorogoszcz               | 18                            |                               |
| Awans z klasy A 2021/2022                                                                                     |                               |                               |                               |
| grupa Opole I                                                                                                 |                               |                               |                               |
| GOŚ | Piast Gorzów Śląski           | 1                             |                               |
| grupa Opole II                                                                                                |                               |                               |                               |
| PKA | Polonia Karłowice             | 1                             |                               |
| grupa Opole V                                                                                                 |                               |                               |                               |
| SKM | Silesius Kotórz Mały          | 1                             |                               |
| Oznaczenia: - kolumna pierwsza – skróty nazw drużyn, - kolumna trzecia – miejsce zajęte w poprzednim sezonie. |                               |                               |                               |

Objaśnienia:
1. LZS Ligota Turawska wygrała baraże o utrzymanie w klasie okręgowej z Sudetami Burgrabice.

#### Tabela
| Lp. | Drużyna                 | M  | Z  | R | P  | Bramki | Bramki | Różn. | Pkt | Uwagi                       | Bezpośrednio                        |
| --- | ----------------------- | -- | -- | - | -- | ------ | ------ | ----- | --- | --------------------------- | ----------------------------------- |
| 1   | LZS Bogacica (M) (A)    | 30 | 29 | 1 | 0  | 132    | 21     | +111  | 88  | Awans do IV ligi            |                                     |
| 2   | Polonia Karłowice (B)   | 30 | 20 | 3 | 7  | 109    | 52     | +57   | 63  | Baraże o awans do IV ligi   |                                     |
| 3   | LZS Mechnice            | 30 | 19 | 4 | 7  | 76     | 56     | +20   | 61  |                             |                                     |
| 4   | Śląsk Łubniany          | 30 | 18 | 5 | 7  | 74     | 39     | +35   | 59  |                             |                                     |
| 5   | Start Namysłów          | 30 | 18 | 4 | 8  | 60     | 45     | +15   | 58  |                             |                                     |
| 6   | KS Krasiejów            | 30 | 17 | 5 | 8  | 72     | 52     | +20   | 56  |                             |                                     |
| 7   | LZS Skorogoszcz         | 30 | 13 | 4 | 13 | 65     | 70     | −5    | 43  |                             |                                     |
| 8   | TOR Dobrzeń Wielki      | 30 | 11 | 7 | 12 | 59     | 59     | 0     | 40  |                             |                                     |
| 9   | LZS Kuniów              | 30 | 11 | 4 | 15 | 45     | 64     | −19   | 37  |                             |                                     |
| 10  | Unia Kolonowskie        | 30 | 11 | 3 | 16 | 50     | 70     | −20   | 36  |                             |                                     |
| 11  | Silesius Kotórz Mały    | 30 | 9  | 6 | 15 | 64     | 71     | −7    | 33  | SKM – LCR 5:1 LCR – SKM 3:2 |                                     |
| 12  | LZS Chrząstowice        | 30 | 10 | 3 | 17 | 52     | 83     | −31   | 33  | SKM – LCR 5:1 LCR – SKM 3:2 | Przeniesienie do grupy opolskiej II |
| 13  | Naprzód Jemielnica (S)  | 30 | 7  | 3 | 20 | 43     | 73     | −30   | 24  | Spadek do klasy A           |                                     |
| 14  | LZS Ligota Turawska (S) | 30 | 6  | 4 | 20 | 45     | 85     | −40   | 22  | Spadek do klasy A           |                                     |
| 15  | Piast Gorzów Śląski (S) | 30 | 5  | 4 | 21 | 43     | 97     | −54   | 19  | Spadek do klasy A           |                                     |
| 16  | LZS Skarbimierz (S)     | 30 | 5  | 2 | 23 | 34     | 86     | −52   | 17  | Spadek do klasy A           |                                     |

### Grupa opolska II

#### Drużyny
| Uczestnicy poprzedniej edycji                                                                                 | Uczestnicy poprzedniej edycji | Uczestnicy poprzedniej edycji | Uczestnicy poprzedniej edycji |
| --- | ----------------------------- | ----------------------------- | ----------------------------- |
| grupa opolska II                                                                                              |                               |                               |                               |
| PPR | Pogoń Prudnik                 | 2                             |                               |
| GGŁ | GKS Głuchołazy                | 3                             |                               |
| UJA | Union Ujazd                   | 4                             |                               |
| ORW | Orzeł Reńska Wieś             | 5                             |                               |
| LRA | LZS Racławiczki               | 6                             |                               |
| SNI | Sokół Niemodlin               | 7                             |                               |
| KST | KS Twardawa                   | 8                             |                               |
| PAC | Sparta Paczków                | 9                             |                               |
| LDO | LZS Domaszkowice              | 10                            |                               |
| OTM | Czarni Otmuchów               | 11                            |                               |
| LZL | LZS Lisięcice                 | 12                            |                               |
| grupa opolska I                                                                                               |                               |                               |                               |
| ŹLI | Orzeł Źlinice                 | 5                             |                               |
| Spadek z IV ligi 2021/2022                                                                                    |                               |                               |                               |
| grupa opolska                                                                                                 |                               |                               |                               |
| KĘD | Chemik Kędzierzyn-Koźle       | 17                            |                               |
| Awans z klasy A 2021/2022                                                                                     |                               |                               |                               |
| grupa Opole III                                                                                               |                               |                               |                               |
| LGO | LKS Goświnowice               | 1                             |                               |
| grupa Opole IV                                                                                                |                               |                               |                               |
| MKS | MKS Tułowice                  | 1                             |                               |
| grupa Opole VI                                                                                                |                               |                               |                               |
| OBR | Orzeł Branice                 | 1                             |                               |
| Oznaczenia: - kolumna pierwsza – skróty nazw drużyn, - kolumna trzecia – miejsce zajęte w poprzednim sezonie. |                               |                               |                               |

#### Tabela
| Lp. | Drużyna                  | M  | Z  | R | P  | Bramki | Bramki | Różn. | Pkt | Uwagi                       | Bezpośrednio |
| --- | ------------------------ | -- | -- | - | -- | ------ | ------ | ----- | --- | --------------------------- | ------------ |
| 1   | LZS Domaszkowice (M) (A) | 30 | 23 | 5 | 2  | 115    | 29     | +86   | 74  | Awans do IV ligi            |              |
| 2   | Pogoń Prudnik (B)        | 30 | 22 | 3 | 5  | 85     | 33     | +52   | 69  | Baraże o awans do IV ligi   |              |
| 3   | Orzeł Źlinice            | 30 | 21 | 3 | 6  | 109    | 40     | +69   | 66  |                             |              |
| 4   | Czarni Otmuchów          | 30 | 20 | 4 | 6  | 71     | 36     | +35   | 64  |                             |              |
| 5   | Chemik Kędzierzyn-Koźle  | 30 | 18 | 5 | 7  | 95     | 37     | +58   | 59  |                             |              |
| 6   | GKS Głuchołazy           | 30 | 17 | 6 | 7  | 72     | 47     | +25   | 57  |                             |              |
| 7   | Union Ujazd              | 30 | 14 | 5 | 11 | 71     | 54     | +17   | 47  |                             |              |
| 8   | KS Twardawa              | 30 | 10 | 6 | 14 | 63     | 78     | −15   | 36  | KST – OBR 6:2 OBR – KST 2:0 |              |
| 9   | Orzeł Branice            | 30 | 11 | 3 | 16 | 57     | 84     | −27   | 36  | KST – OBR 6:2 OBR – KST 2:0 |              |
| 10  | LKS Goświnowice          | 30 | 9  | 4 | 17 | 57     | 97     | −40   | 31  | LGO – LRA 2:0 LRA – LGO 2:4 |              |
| 11  | LZS Racławiczki          | 30 | 9  | 4 | 17 | 62     | 81     | −19   | 31  | LGO – LRA 2:0 LRA – LGO 2:4 |              |
| 12  | Sparta Paczków (S)       | 30 | 8  | 5 | 17 | 40     | 69     | −29   | 29  | Spadek do klasy A           |              |
| 13  | Sokół Niemodlin (S)      | 30 | 8  | 4 | 18 | 49     | 71     | −22   | 28  | Spadek do klasy A           |              |
| 14  | Orzeł Reńska Wieś (S)    | 30 | 8  | 3 | 19 | 43     | 93     | −50   | 27  | Spadek do klasy A           |              |
| 15  | MKS Tułowice (S)         | 30 | 7  | 4 | 19 | 46     | 70     | −24   | 25  | Spadek do klasy A           |              |
| 16  | LZS Lisięcice (S)        | 30 | 3  | 0 | 27 | 37     | 150    | −113  | 9   | Spadek do klasy A           |              |

### Baraże o awans do IV ligi
W barażach o utrzymanie wzięły udział drużyny z miejsc 12-13 z IV ligi oraz wicemistrzowie obu grup opolskich klasy okręgowych. Zwycięzcy uzyskali możliwość gry w IV lidze w następnym sezonie.
| 20 czerwca 2023 18:00 | Skalnik Gracze | 2:2 | Pogoń Prudnik |  |
|                       |                |     |               |  |

| 24 czerwca 2023 16:00 | Pogoń Prudnik | 3:2 (p.d.) | Skalnik Gracze |  |
|                       |               |            |                |  |

Zwycięzca: Pogoń Prudnik
| 20 czerwca 2023 18:00 | OKS Olesno | 4:3 | Polonia Karłowice |  |
|                       |            |     |                   |  |

| 24 czerwca 2023 16:00 | Polonia Karłowice | 2:1 k. 8:7 | OKS Olesno |  |
|                       |                   |            |            |  |

Zwycięzca: Polonia Karłowice